# Ruben Bemelmans
Ruben Bemelmans (n. 14 de enero de 1988) es un tenista profesional belga.

## Carrera
Su clasificación individual más alta lograda en la lista de la ATP, fue el n.º 84 el 28 de septiembre de 2015. Mientras que en dobles alcanzó el puesto n.º 128 el 1 de octubre de 2012.
Hasta el momento ha obtenido 1 título ATP World Tour y 4 títulos de la categoría ATP Challenger Series. Dos Challengers en la modalidad de individuales y en la modalidad de dobles el título ATP  y otros dos challengers.

Ruben Bemelmans durante el torneo Roland Garros 2018
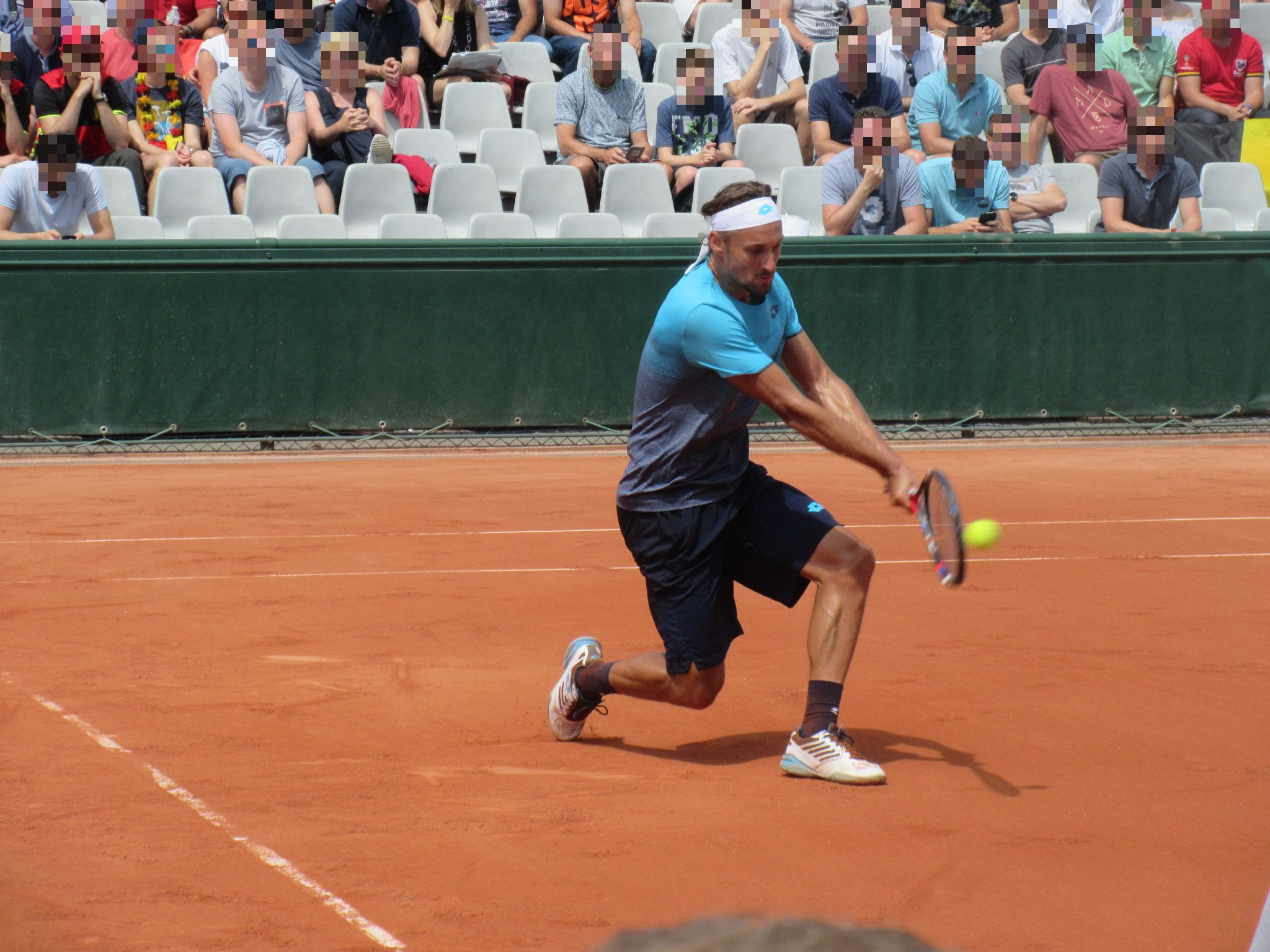
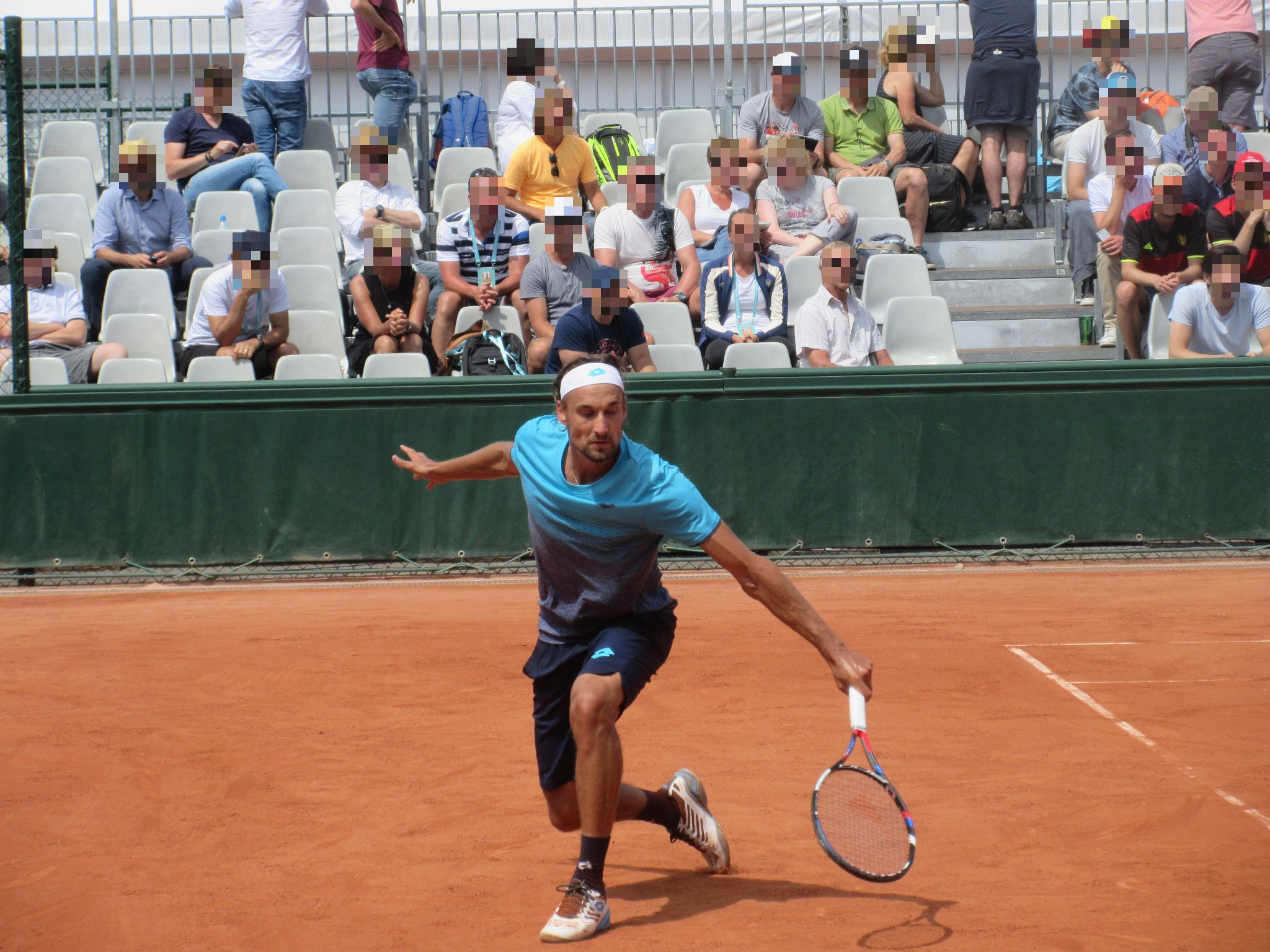
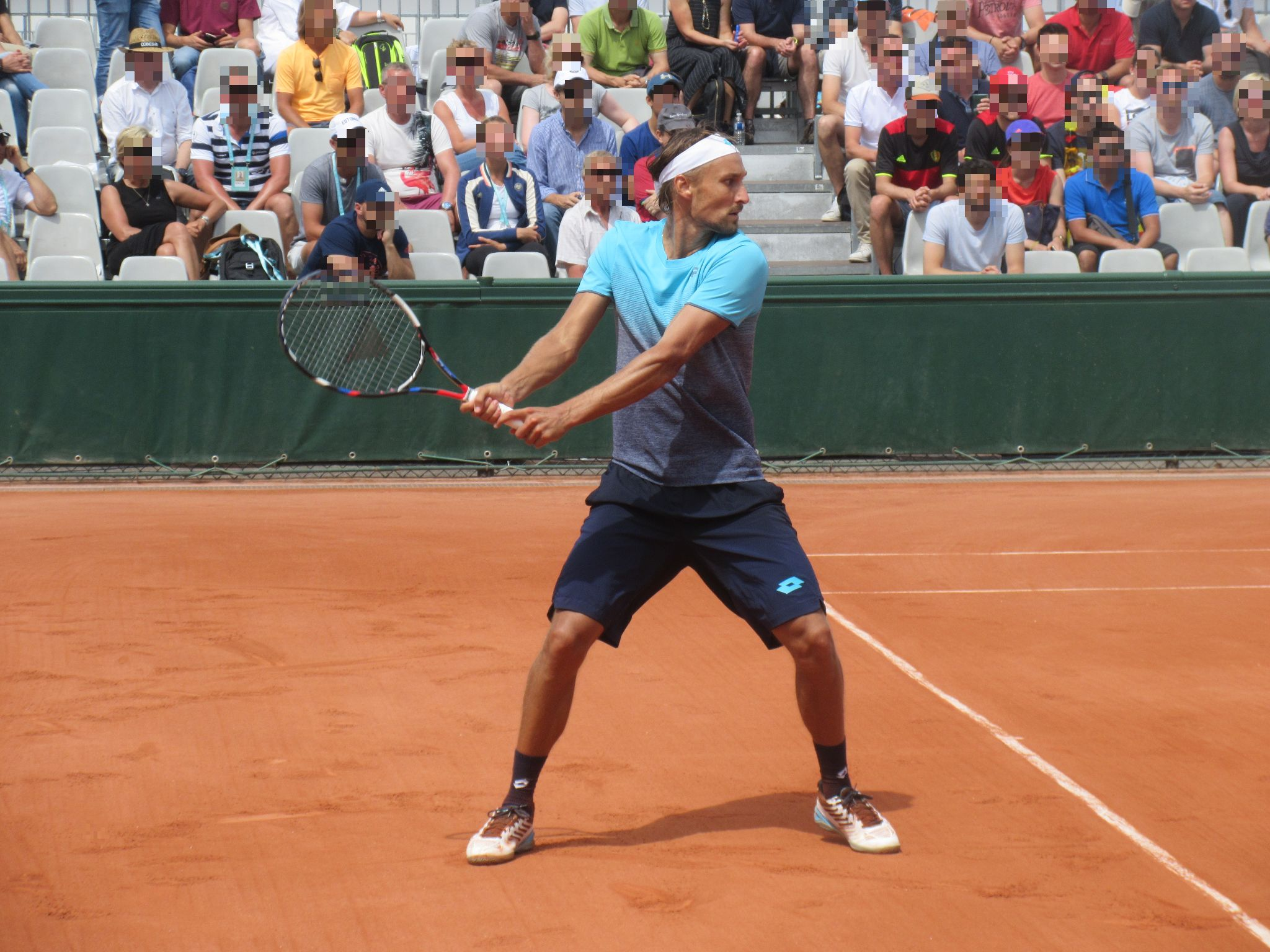

### Copa Davis
Desde el año 2008 es participante del Equipo de Copa Davis de Bélgica. Tiene en esta competición un récord total de partidos ganados/perdidos de 5/9 (3/6 en individuales y 2/3 en dobles).

## Títulos ATP; 1 (0 + 1)
| Leyenda                         |
| Grand Slam (0)                  |
| ATP Wourld Tour Finals (0)      |
| ATP Masters 1000 World Tour (0) |
| ATP World Tour 500 series (0)   |
| ATP World Tour 250 series (1)   |

### Dobles
| N.º | Fecha      | Torneo      | Superficie | Compañero      | Oponentes en la final     | Resultado       |
| --- | ---------- | ----------- | ---------- | -------------- | ------------------------- | --------------- |
| 1.  | 30.07.2012 | Los Ángeles | Dura       | Xavier Malisse | Jamie Delgado Ken Skupski | 7-65, 4-6, 10-7 |

## Títulos Challenger; 19 (6 + 13)
| Leyenda               | Individuales | Dobles |
| --------------------- | ------------ | ------ |
| ATP Challenger Series | 6            | 13     |

### Individuales
| N.º | Fecha      | Torneo                            | Superficie | Oponentes en la final  | Resultado      |
| --- | ---------- | --------------------------------- | ---------- | ---------------------- | -------------- |
| 1.  | 01.03.2009 | Challenger de Wolfsburgo (1)      | Carpeta    | Stefano Galvani        | 7-65, 3-6, 6-3 |
| 2.  | 27.02.2011 | Challenger de Wolfsburgo (2)      | Carpeta    | Dominik Meffert        | 6-78, 6-4, 6-4 |
| 3.  | 27.10.2014 | Challenger de Eckental            | Carpeta    | Tim Pütz               | 7-63, 6-3      |
| 4.  | 5.04.2015  | Challenger de Guadalupe           | Dura       | Édouard Roger-Vasselin | 7-66, 6-3      |
| 5.  | 22.01.2017 | Challenger de Koblenz             | Dura (i)   | Nils Langer            | 6-4, 3-6, 7-60 |
| 6.  | 14.02.2021 | Challenger de Cherburgo-Octeville | Dura (i)   | Lukás Rosol            | 6-4, 6-4       |

#### Dobles
| N.º | Fecha       | Torneo                    | Superficie    | Compañero          | Oponentes en la final               | Resultado        |
| --- | ----------- | ------------------------- | ------------- | ------------------ | ----------------------------------- | ---------------- |
| 1.  | 14.11.2010  | Challenger de Aachen      | Carpeta (i)   | Igor Sijsling      | Jamie Delgado Jonathan Marray       | 6-4, 3-6, 11-9   |
| 2.  | 05.08.2012  | Challenger de Vancouver   | Dura          | Maxime Authom      | John Peers John-Patrick Smith       | 6-4, 6-2         |
| 3.  | 10.08.2014  | Challenger de Aptos       | Dura          | Laurynas Grigelis  | Purav Raja Sanam Singh              | 6-3, 4-6, 11-9   |
| 4.  | 02.11.2014  | Challenger de Eckental    | Carpeta (i)   | Niels Desein       | Andreas Beck Philipp Petzschner     | 6-3, 4-6, 10-8   |
| 5.  | 11.10.2015  | Challenger de Mons        | Dura (i)      | Philipp Petzschner | Rameez Junaid Igor Zelenay          | 6-4, 6-1         |
| 6.  | 08.11.2015  | Challenger de Eckental    | Carpeta (i)   | Philipp Petzschner | Neal Skupski Ken Skupski            | 7-5, 6-2         |
| 7.  | 20.04.2019  | Challenger de Túnez       | Tierra batida | Tim Pütz           | Facundo Argüello Guillermo Durán    | 6-3, 6-1         |
| 8.  | 22.09.2019  | Challenger de Glasgow     | Dura (i)      | Daniel Masur       | Jamie Murray John-Patrick Smith     | 4-6, 6-3, 10-8   |
| 9.  | 06.02.2021  | Challenger de Quimper 2   | Dura (i)      | Daniel Masur       | Brandon Nakashima Hunter Reese      | 6-2, 6-1         |
| 10. | 25.09.2021  | Challenger de Biel/Bienne | Dura (i)      | Daniel Masur       | Marc-Andrea Hüsler Dominic Stricker | w/o              |
| 11. | 11.01.2022C | Challenger de Bendigo     | Dura          | Daniel Masur       | Enzo Couacaud Blaž Rola             | 7-6(2), 6-4      |
| 12. | 05.03.2022  | Challenger de Turín       | Dura (i)      | Daniel Masur       | Sander Arends David Pel             | 3-6, 6-3, [10-8] |
| 13. | 02.04.2022  | Challenger de Lugano      | Dura (i)      | Daniel Masur       | Jerome Kym Leandro Riedi            | 6-4, 6-7, [10-7] |